# Attagenus sopitus
Attagenus sopitus is een keversoort uit de familie spektorren (Dermestidae). De wetenschappelijke naam van de soort werd in 1900 gepubliceerd door Samuel Hubbard Scudder.